# Sacomã (bairro)
Sacomã é um bairro pertencente ao distrito homônimo, no município de São Paulo, estado de São Paulo. Tem uma área de 794.000 m² limitada pela Rodovia Anchieta, Estrada das Lágrimas, Rua Araújo Gondim, Rua Japaratuba, Rua Protocolo, Rua Alencar Araripe e Rua Budapeste..

## Resenha histórica
Fica difícil compreender a formação dos bairros paulistanos sem o conhecimento de algumas características da cidade. A grande participação de imigrantes europeus, não oriundos da Península Ibérica, e a pequena participação dos negros, são coisas pouco comuns nas regiões do país onde a presença do colonizador português foi mais efetiva. Essa é a razão do breve relato que segue.
Durante quase três séculos a cidade de São Paulo viveu à margem das grandes correntes econômicas da vida brasileira. Para além do núcleo que lhe deu origem havia fazendas, sítios e chácaras onde seus proprietários eram pessoas simples, que trabalhavam na terra com a ajuda de seus familiares e, eventualmente, alguns índios. Praticavam a lavoura de subsistência, voltada para o mercado local, e não tinham recursos financeiros para terem escravos africanos. Havia uma pequena elite, que possuía grandes extensões de terras, como os herdeiros do ouvidor Amador de Medeiros que, em 11 de setembro de 1571 havia obtido, em carta de sesmarias, terras que abrangiam os atuais ABC e uma parte do Ipiranga. Também consta a existência de um tal António Proença como um dos primeiros moradores do Ipiranga, dono de grande extensão de terras. 
No vasto território desta cidade havia diversos núcleos isolados, distantes um do outro, e dependentes do núcleo central. No início do século XIX a predominância da população feminina livre era evidente, pois a população masculina sofreu baixas em razão de suas aventuras pelo sertão, nas expedições conhecidas como Bandeiras. Nessa época, as lavoura de café, nas cidades do interior ganhavam importância e toda a produção passava por São Paulo, rumo ao Porto de Santos ou Rio de Janeiro. Por outro lado, tudo que chegava da Europa, destinado a abastecer as outras cidades do Estado, também passavam por aqui, e São Paulo tornou-se um importante centro comercial, atraindo o interesse de investidores europeus. Os grandes proprietários rurais do interior do Estado, chamados Barões do Café, construíram suas residências na cidade e começaram a diversificar seus negócios, investindo na criação de indústrias. Muitos imigrantes europeus chegaram à cidade, atraídos pela possibilidade de novos negócios, ou a procura de emprego nas indústrias. São Paulo entrava na era industrial e precisava da mão-de-obra e do conhecimento técnico do Europeu. A necessidade de construção de moradias para todos esses imigrantes, e terras para instalação das indústrias, deu início à especulação imobiliária, e os proprietários rurais começaram a vender suas terras. Assim surgiram muitos bairros no final do século XIX e início do XX.

## História
No início do século XVII, na região do Ipiranga havia grandes fazendas produtoras de trigo. Algumas dessas fazendas possuíam moinhos de água, para a fabricação de farinha, que abastecia toda a colônia. Com o passar do tempo a região deixou de produzir trigo, as fazendas foram divididas e vendidas e os moinhos, sem utilidade, se deterioraram e desapareceram. Uma região, onde havia um desses moinhos, ficou conhecida como Sítio do Moinho.
Em 1888, chegaram em São Paulo os irmãos Antoine, Ernest e Henry Sacoman. Empresários oriundos da região de Marselha, na França, os três irmãos eram fabricantes de telhas e outros produtos de terracota, e pretendiam instalar aqui uma indústria desse tipo. Inicialmente se instalaram no bairro da Água Branca, onde permaneceram por um ano, fazendo experimentos com a argila da região. Insatisfeitos com a qualidade da argila, mudaram-se para Osasco, onde também não encontraram matéria prima adequada e, um ano depois, transferiram suas modestas instalações para um galpão arrendado, na região do Ipiranga, onde hoje está a Rua do Manifesto. Era o ano de 1891 e, próximo dali, atravessando o Rio Tamanduateí, três irmãos italianos tinham fundado a Vila Prudente.
Emídio, Panfilio e Bernardino Falchi, fundadores da Vila Prudente, em sociedade com Seraphim Corso e Alexandre Bhemer, haviam instalado na região uma olaria, com o objetivo de fabricar tijolos e telhas para a construção das casas dos operários que chegavam à vila. Os irmãos Sacoman se associaram a eles e começaram a produzir, na pequena olaria, as telhas denominadas Marselha, hoje conhecidas como telhas francesas. A argila, extraída dos morros da região, mostrou-se adequada para as pretensões dos irmãos Sacoman e, mais tarde, a pequena olaria cresceu, passando a se chamar Companhia Cerâmica Vila Prudente.
Em 1895 os irmãos Sacoman adquiriram um terreno de 10 alqueires (242000 m²) na região do Sítio do Moinho, no bairro do Ipiranga, e fundaram o Estabelecimento Cerâmico Sacoman Frères - Ipiranga. Pela alta qualidade apresentada, os produtos dessa empresa passaram a ter grande aceitação, rivalizando com os similares franceses. Quando, no início do século XX, a São Paulo Railway Compani construiu a monumental Estação da Luz, obra prima da arquitetura da época, os tijolos e telhas utilizados haviam sido fabricados pela Cerâmica Sacoman Frères – Ipiranga. Tivesse sido construída alguns anos antes, certamente seriam utilizados produtos fabricados na Europa.
A indústria passou a ser um ponto de referência para quem ia para aquela região do Ipiranga e, em 1913, quando a Light and Power Company, mais conhecida como Light São Paulo, levou uma linha de bonde, com o nome Fábrica, até a Rua Silva Bueno, a região já era conhecida como Bairro Sacoman.
Em 1921, Antoine Sacoman, o mais velho dos três irmãos, faleceu. Logo depois, em 1923, os outros dois irmãos venderam a indústria e retornaram para a França. Quase nada dos Sacoman resistiu ao tempo; o poço de onde tiravam argila se tornou uma grande lagoa, que foi aterrada em 1960, e a área ocupada pela fábrica foi modificada para a construção da Via Anchieta. O terreno foi loteado, formando-se ali o bairro do Sacomã, com a incorporação de outras áreas. O bairro é, predominantemente, residêncial e quem entra nele, vindo do Ipiranga, passa por um emaranhado viário repleto de viadutos. Bem ao lado tinha início a Favela de Heliópolis, que em 2006 ganhou status de bairro e foi rebatizada com o nome Cidade Nova Heliópolis.